# 린드먼아시아인베스트먼트
린드먼아시아인베스트먼트 주식회사(영어: Lindeman Asia Investment)는 서울특별시 강남구에 본사를 둔 벤처 캐피털 기업이다.

## 역사
1994년 동양그룹에 입사 후 중국 투자를 맡았던 2006년 7월에 린드먼아시아창업투자(주)로 설립되었다.
2010년 3월에 회사명 현재의 사명으로 변경하였으며, 대한민국의 반도체 기업 픽셀플러스를 나스닥에 상장시켰다.

## 투자 기업
- 알티엠
- 씨벤티지
- 웨인힐스[4]
- 리비옴
- 엔에스엠
- 포레
- 에이프로젠
- 캘리스코

### 내용주
1. ↑  공모가 6,500원에 주관사를 키움증권으로 코스닥 시장에 상장